# Садиба Штамма
Сади́ба Шта́мма (за́мок Шта́мма) — колишня дача радника правління Києво-Ковельської лінії Південно-Західної залізниці Євгена Штамма на Києво-Мироцькій вулиці,133,  що в місті Буча. На території садиби розташовані псевдозамок у неороманському стилі й парк.
Садиба Штамма — зразок вишуканої дачної архітектури початку XX сторіччя. Внесена до переліку щойновиявлених пам'яток культурної спадщини місцевого значення. Будівля перебуває в аварійному стані.

## Історія садиби

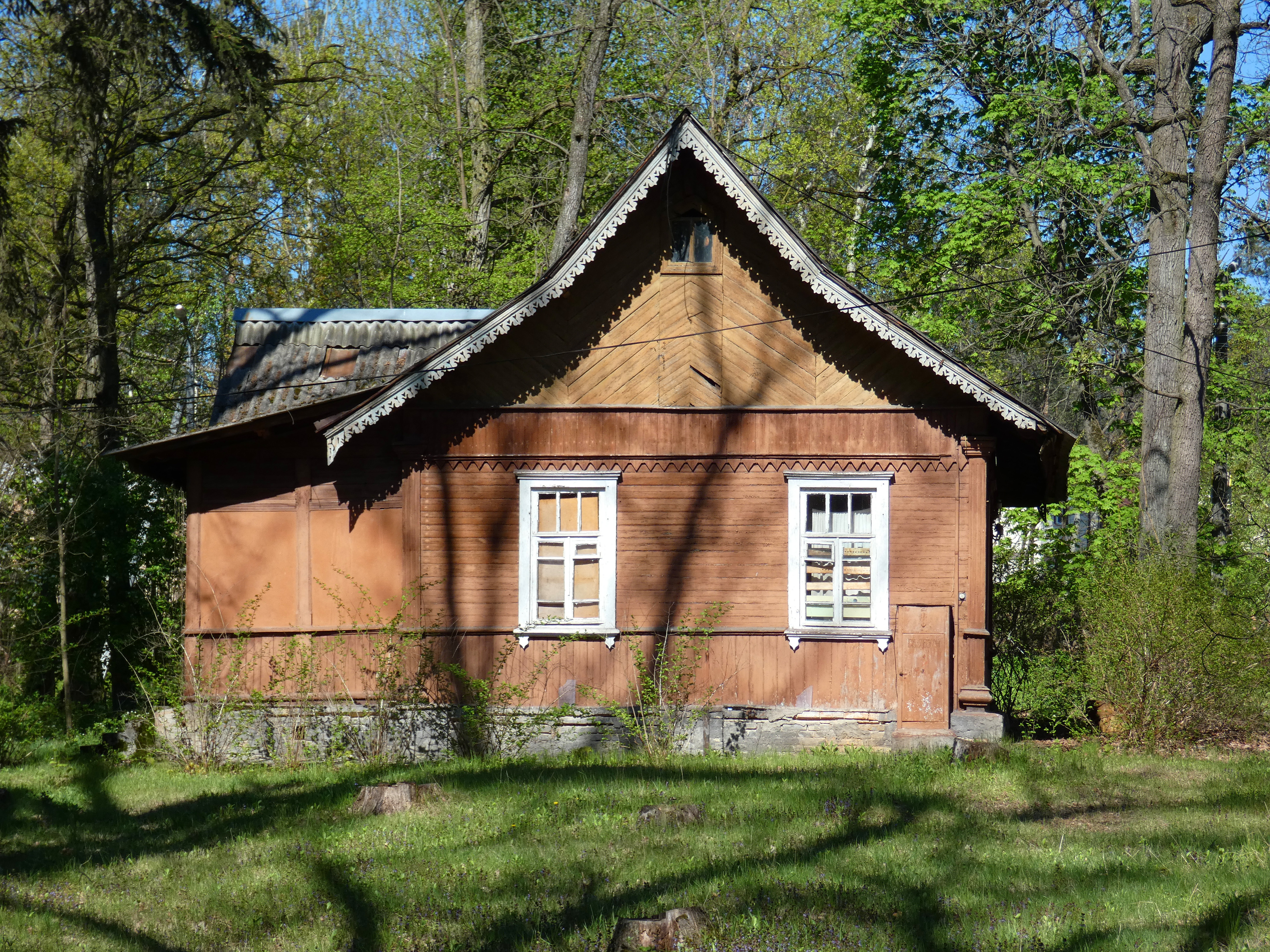
Будинок на території садиби

Після відкриття у 1903—1908 роках Києво-Ковельської лінії Південно-Західної залізниці заснували дачні селища в Ірпені, Бучі, Ворзелі, Немішаєвому. Тоді ж радник правління Києво-Ковельської залізниці, інженер шляхів сполучення Штамм Євген Львович (1874—1953) придбав на хуторі Ястремщина біля Бучі ділянку площею понад 19 гектарів. Близько 1909 року він збудував тут головний будинок у вигляді замку площею 676 квадратних метрів, а також п'ять менших споруд.
На хуторі Штамм займався благодійністю. В одній із будівель він організував школу для сільських дітей.
Після приходу до влади більшовиків садибу націоналізували. Тут розмістили дитячий будинок. Після Німецько-радянської війни це був дитячий будинок № 5 відділу охорони здоров'я. 1982 року в садибних будинках провели капітальний ремонт і передали їх дитячому санаторію «Дружний». У ньому лікувалися діти з психоневрологічними захворюваннями. Заклад проіснував до пожежі 2004 року.

## Пожежа

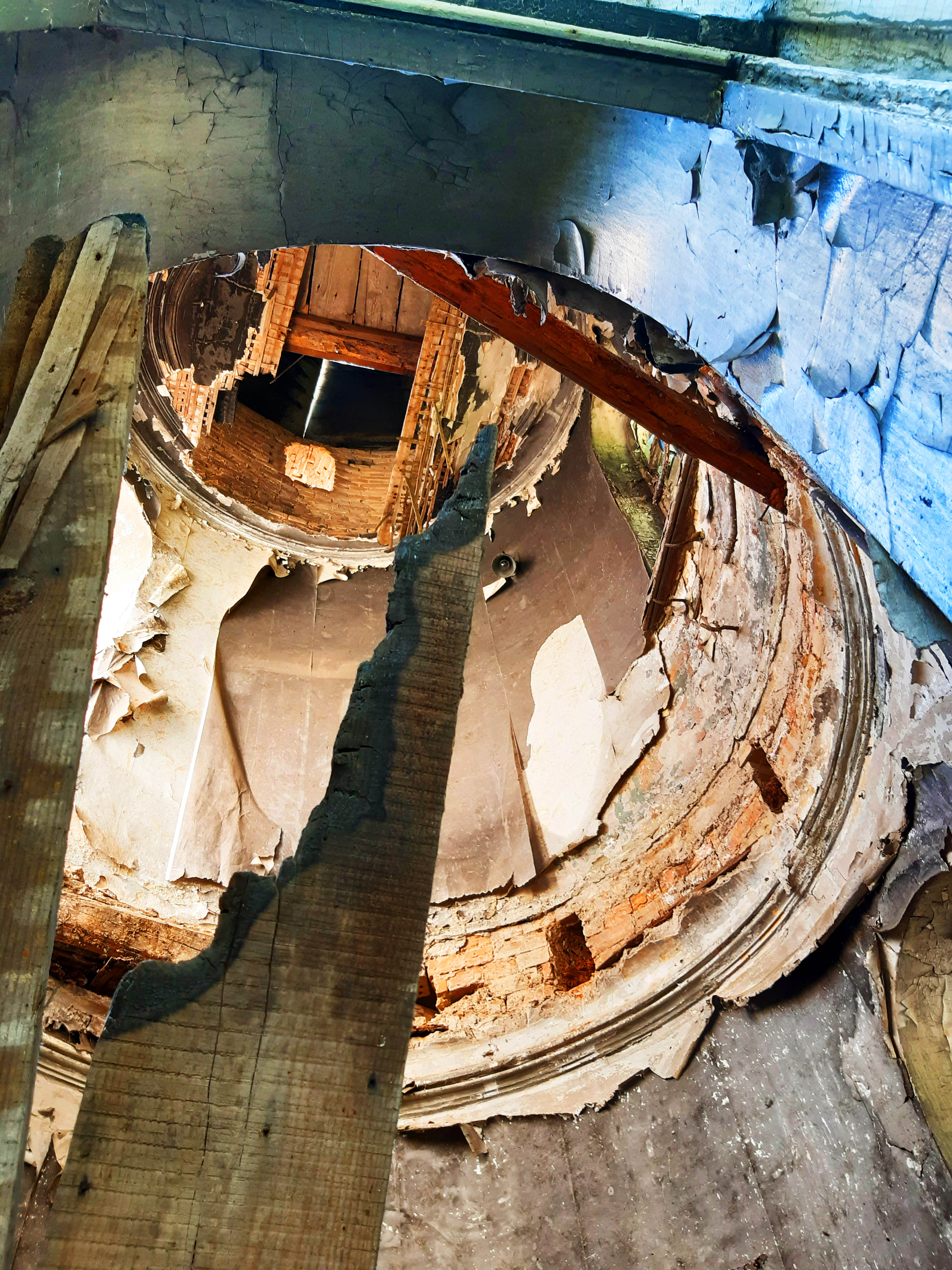
Вежа після пожежі 2004 року

У ніч проти 14 січня 2004 року через займання невимкнутої електроплитки сталася пожежа. У приміщенні головного будинку — двоповерховому спальному корпусі — перебувало 23 дівчинки віком від 6 до 15 років. З палаючої будівлі дітей виводили чергові санітарка і медсестра. Вогонь приборкали за кілька годин. Усіх дітей і працівників евакуювали рятувальники. Десятьох дітей доправили до київської дитячої лікарні Охматдит. У них було легке інгаляційне отруєння димом. Дві тринадцятирічні дівчата, які вистрибнули з другого поверху, рятуючися від вогню, зламали собі ноги. Ще двох працівниць санаторію з опіками обличчя, рогівки очей, дихальних шляхів і рук, а також димовою токсичною інгаляцією госпіталізували в клінічну лікарню.

## Відновлення замку

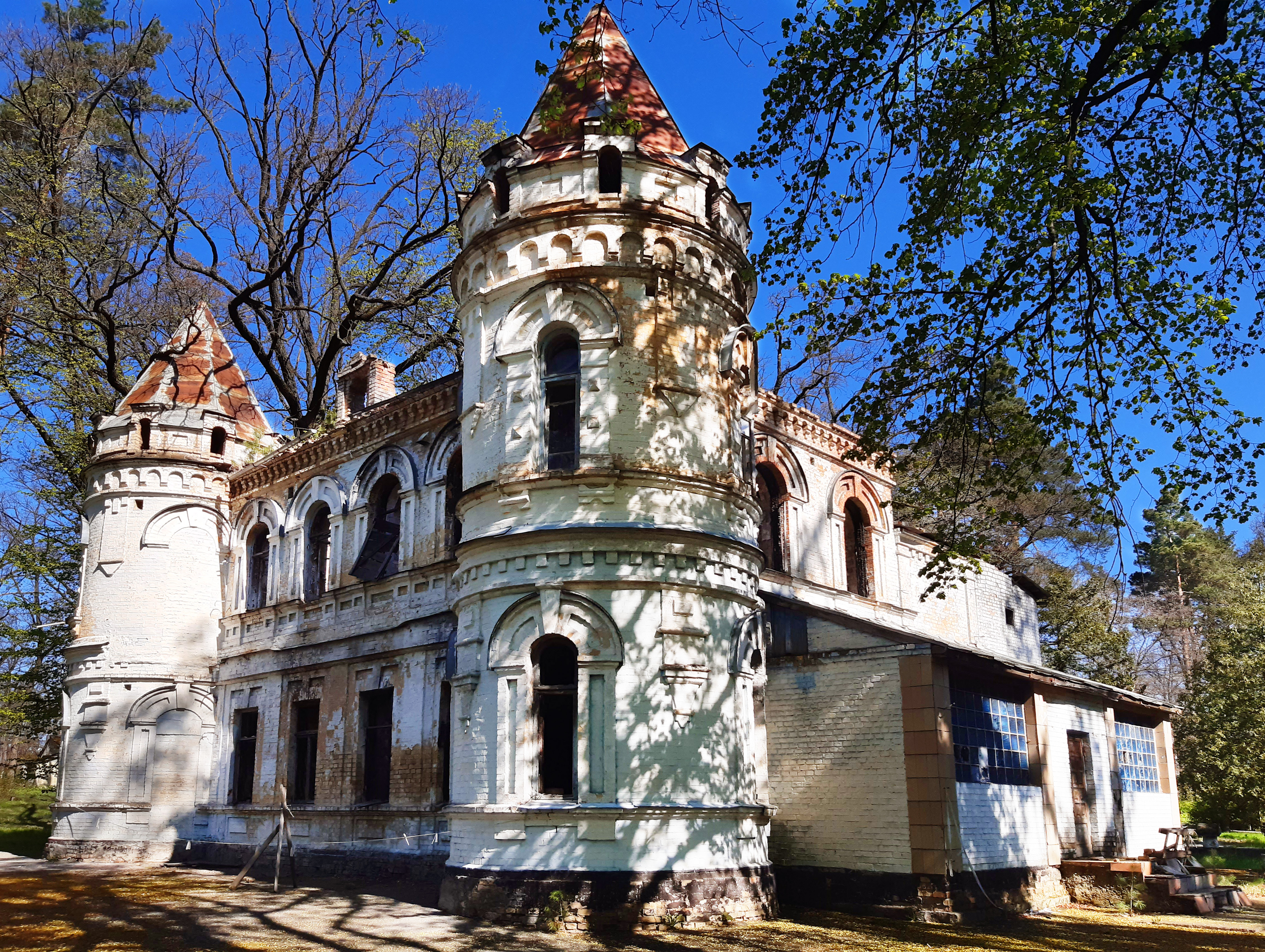
Замок Штамма

16 січня міський голова Олександр Омельченко підписав розпорядження про реконструкцію санаторію. Однак ремонтні роботи через брак коштів не провели.
2014 року міський голова Бучі Анатолій Федорук і забудовник, згодом мер Ірпеня, Володимир Карплюк неодноразово зверталися до КМДА з проханням передати п'ять гектарів санаторію місту. Громадськість висловила занепокоєння тим, що будівлю без охоронного статусу продадуть і зруйнують, а на території садиби зведуть багатоповерхові комплекси. У 2015 році, лише через 10 років після пожежі, провели аудиторську перевірку.
25 липня 2019 року управління культури, національностей та релігій Київської обласної державної адміністрації своїм наказом № 67 внесли садибу Штамма до переліку щойновиявлених пам'яток культурної спадщини.

## Архітектура
Двоповерхову будівлю оформлено в неороманському стилі. Чоловий фасад фланковано круглими вежами, які декоровано отворами у вигляді бійниць. Вежі увінчують шатрові завершення. Під бійницями пролягає аркатурний фриз. Площини стін прикрашає також складний цегляний декор.